# Бодтс, Марга
Марга Бодтс (нидерл. Marga Boodts; 18 февраля 1895 — 24 января 1976, Рим, Италия) — самозванка, выдававшая себя за «чудом спасшуюся великую княжну Ольгу Николаевну».

## До начала авантюры
О самозванке, выдававшей себя за великую княжну Ольгу Николаевну, известно достаточно мало. Вероятно она родилась в Утрехте, Нидерланды. Впервые привлекла к себе внимание прессы во Франции в 1930-х годах, когда, попытавшись выдать себя за великую княжну Ольгу, попала в полицию, была обвинена в мошенничестве, осуждена и вынуждена покинуть страну. Её подлинная личность осталась неизвестной. На суде она назвалась польской шляхтянкой.
Она появляется вновь в Северной Италии в 1939 году уже под именем Марги Бодтс, но всю войну проводит затем в Утрехте, в некой весьма расположенной к ней семье, что позволяет предполагать, что на самом деле претендентка была родом оттуда. В конце 40-х — начале 50-х годов она вновь начинает требовать к себе внимания, категорически отрицая свою идентичность с «французской» мошенницей, и вновь рассказывает историю о своем «царственном происхождении».

## Версия «чудесного спасения»
История её «чудесного спасения» стоит особняком даже среди огромного количества фантастических историй, сочинённых «спасшимися от расстрела» Романовыми.
Оказывается, своим бегством она обязана была тайному решению родителей. По её словам, будучи однажды в церкви, возле дома Ипатьева, она молилась коленопреклоненно, когда рядом с ней опустилась на колени девушка в крестьянской одежде и шёпотом предложила обменяться молитвенниками, что и было сделано. Открыв свой новый молитвенник, Ольга прочла короткую записку, приказывающую ей, закончив, немедля отправляться в ризницу. Там её уже дожидалась прежняя «крестьянка», обменявшаяся с ней платьем, и Ольга, никем не узнанная, вышла наружу, где её ждали монархически настроенные офицеры. Они объяснили «великой княжне», что императрица каким-то образом сумела связаться с ними и приказала похитить Ольгу, так как Алексей в любом случае был слишком слаб и вряд ли мог протянуть ещё несколько лет, потому «надеждой монархии» становилась старшая дочь. «Крестьянка» по собственной воле решила умереть за царевну и была расстреляна в Ипатьевском доме в ночь с 16 на 17 июля 1918 года. Великая княжна затем была доставлена во Владивосток, затем — через Китай морем — в Гамбург.

## Последние годы
Удивительно, что ей действительно удалось убедить принца Фридриха Саксен-Альтенбургского, который в свою очередь представил её ко двору принца Ольденбургского, крестника Фридриха-Вильгельма II. Бывший кайзер получил от неё письмо в 1949 году и выделил ей сумму в размере 80 000 золотых рублей.
Принц Ольденбургский также платил ей пенсию вплоть до своей смерти в 1970 году. Возможно, в её судьбе принял участие и папский двор, но последнее недоказуемо. Ещё раз в 1957 году она встретилась с представителем прусского королевского дома — принцем Сигизмундом, племянником кайзера и двоюродным братом подлинной великой княжны. Удивительно, что Сигизмунд до конца был убеждён, что говорил со своей кузиной. В 1974 году он дал интервью прессе в своем доме в Коста-Рике, в котором категорично заявил:
Мы говорили о многих вещах, неизвестных никому постороннему, потому что этим событиям свидетелями были только я и она.
После этого Марга решила не искушать судьбу и поселилась на вилле у озера Комо (Италия), где много лет жила очень уединённо, наотрез отказываясь от встреч с журналистами. Она умерла в 1976 году от воспаления легких. На её могиле вместо имени была выведена надпись «В память об Ольге Николаевне, 1895—1976, старшей дочери российского императора Николая II». Поскольку Бодтс не имела никого, кто бы мог следить за могилой, в 1995 году надгробие было демонтировано, а останки Бодтс перезахоронены в другую могилу при содействии одной итальянской семьи, которая за ней ухаживала в последние годы.
Стоит заметить, что Марга Бодтс весьма враждебно относилась к другим «претендентам», выдававшим себя за «спасшихся детей Николая II», и не раз публично именовала «самозванкой» самую известную из лже-Анастасий — Анну Андерсон. Она даже планировала подать на неё в суд, но так и не сделала этого, вероятно, по причине того, что Фридрих Саксен-Альтенбургский поддерживал притязания Андерсон. Правда сама Андерсон в интервью Алексису Милюкоффу как-то сказала, что Бодтс вполне может быть её сестрой. Кроме того, Бодтс признала сестрой Сюзанну Катарину де Грааф — самозванку, выдававшую себя за несуществующую пятую дочь царской семьи.